# 詹姆斯·斯普林格·懷特

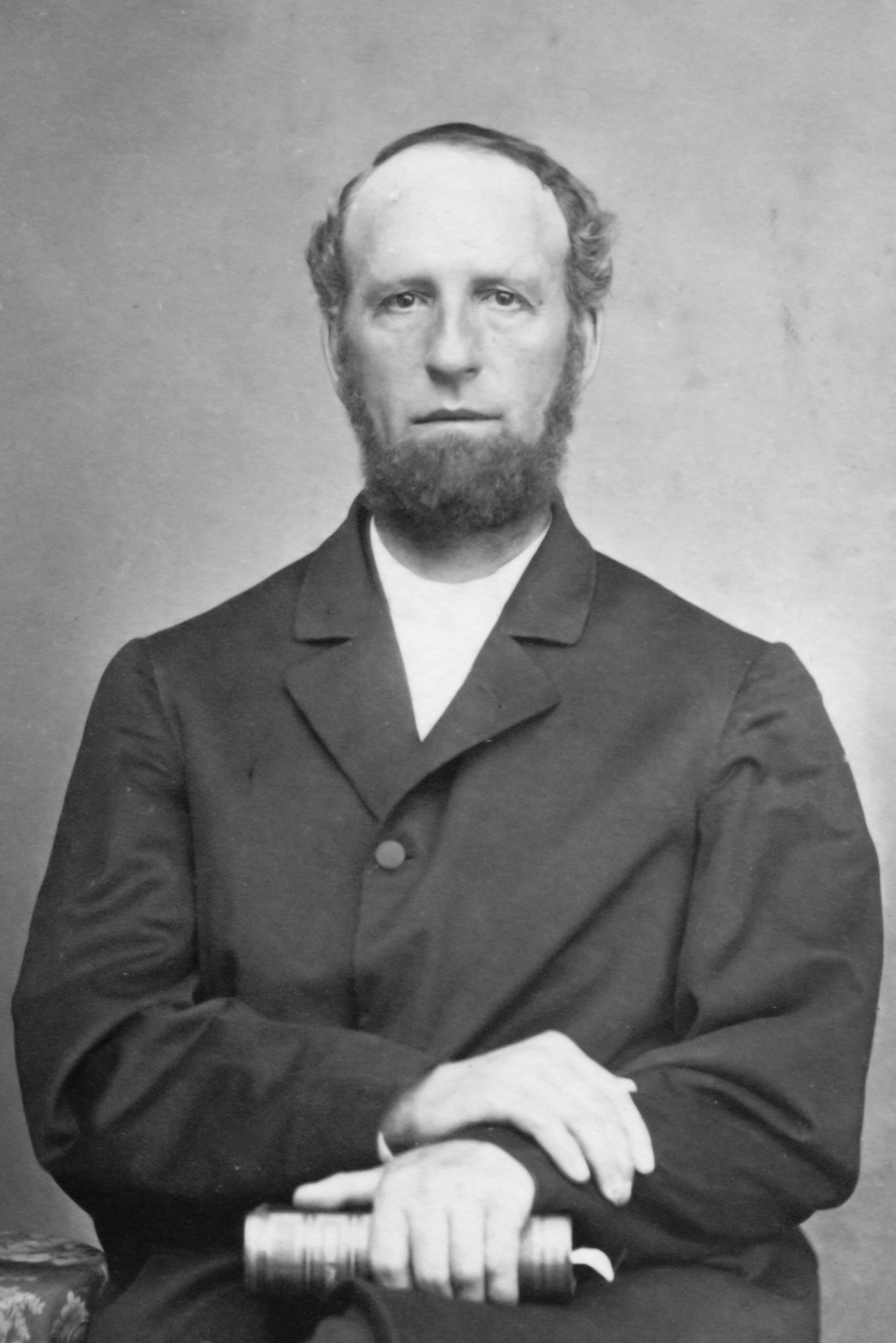
詹姆斯·斯普林格·懷特

詹姆斯·斯普林格·怀特（James Springer White ，1821年8月4日 - 1881年8月6日）是基督復臨安息日會的联合创始人，也是懷愛倫的丈夫。他还曾多次担任基督復臨安息日會总会会长（1865-1867；1869-1871；1874-1880）。1865年，怀特中风並瘫痪。怀特最终决定退出教会。1881年夏天，怀特发高烧，之後去世。 